# Cirsotrema peltei
Cirsotrema peltei is een slakkensoort uit de familie van de Epitoniidae. De wetenschappelijke naam van de soort is voor het eerst geldig gepubliceerd in 1938 door Viader.